# Phosphor (Album)
Phosphor ist nach dem einjährigen Bestehen der deutschen Rock-Musikgruppe Unheilig das erste Studioalbum. Es erschien am 19. März 2001 und wurde am 3. Juli 2009 noch einmal neu veröffentlicht. Der Ton wurde einem Remastering unterzogen. Da die alten Vorlagen nicht mehr existierten, wurde das Artwork komplett überarbeitet.
Das Album enthält eine Mischung aus elektronischer Musik und Rock. Die Texte sind im Gegensatz zu den folgenden Alben teilweise englisch.

## Cover
Altes und neues Cover zeigen den Sänger Der Graf in schwarzer Kleidung vor schwarzem Hintergrund, die Version von 2001 in einer martialischen, die Version von 2009 in einer eher nachdenklichen Pose.

## Kritiken
Metal.de urteilte: „Ein äußerst gelungenes Album, welches das Potential von Unheilig dennoch sicher nur ansatzweise reflektiert und deutlich klarstellt, dass mit dieser Formation zu rechnen ist!“

## Titelliste
1. Die Macht – 4:05
2. Willenlos – 3:51
3. Ikarus – 3:25
4. Sage Ja! – 4:03
5. Armageddon – 4:02
6. My Bride Has Gone – 3:51
7. Komm zu mir! – 3:58
8. Close Your Eyes –  4:03
9. The Bad and the Beautiful – 4:04
10. Discover the World – 3:41
11. Skin – 3:36
12. Stark – 2:37
13. Silence – 3:55
14. Untitled – 1:00 (Hidden Track)
15. Sage Ja! Musikvideo – 4:15